# Флаг абазин
Национальный флаг абазин представляет собой красное полотнище с открытой ладонью и семью звёздами белого цвета, полукругом расположенными над ней.
Семь пятиконечных звезд символизируют семь основных исторических областей, в которых жили общие предки современных абазин и абхазов. Открытая ладонь — символ мира, добра и гостеприимства.
В 2010 году официально утверждён флаг Абазинского района Карачаево-Черкесии. От национального флага он отличается количеством звёзд (пять вместо семи — по количеству аулов района). В
тексте Решения Совета Абазинского района дано такое объяснение символики:

Раскрытая белая ладонь на красном фоне уже имела место в далеком прошлом абазинского народа, во времена Абхазского царства (VIII—X вв). Этническую основу этого царства заложили древние предки современных абхазов и абазин — абазги и апсилы. Красный цвет и поднятая ладонь символизировали государственность. Более того, изображение раскрытой ладони зафиксировано на генуэзских морских картах VIII—XIV вв. Пурпурный флаг с изображением белой ладони развевался в средние века над городом Себастополисом (ныне столица Республики Абхазия — город Сухум).

Современный Флаг Республики Абхазия тоже содержит подобную символику.